# Peter Gottwald (Diplomat)
Klaus Peter Gottwald (* 1948 in Frankfurt am Main) ist ein deutscher Diplomat.

## Leben
Nach dem Abitur studierte Gottwald Verwaltungswissenschaften an der Universität Konstanz und schloss dieses Studium 1973 als einer der ersten 12 Diplom-Verwaltungswissenschaftler ab. Ein anschließendes postgraduales Studium im Fach Internationale Beziehungen an der Syracuse University beendete er 1974 mit einem Master in International Relations und war anschließend bis 1976 Leiter des Büros des Entwicklungsprogramms der Vereinten Nationen (UNDP) in Kaduna (Nigeria).
Nach seiner Rückkehr nach Deutschland trat er 1977 in den Auswärtigen Dienst ein und war nach Abschluss der Laufbahnprüfung von 1979 bis 1980 Büro der Staatssekretäre im Auswärtigen Amt in Bonn tätig, ehe er Verwendung bei der Ständigen Vertretung bei der UNESCO in Paris fand. Danach war er von 1981 bis 1984 Presse-, Rechts- und Konsularreferent an der Botschaft in Finnland sowie bis 1987 Mitarbeiter im Pressereferat des Auswärtigen Amtes.
Zwischen 1987 und 1990 war Gottwald Referent für Abrüstung und Sicherheitspolitik an der Botschaft in den USA und im Anschluss bis 1993 stellvertretender Referatsleiter für die Genfer Abrüstungskonferenz im Auswärtigen Amt, ehe er von 1993 bis 1994 als Austauschdiplomat im Planungsstab des britischen Foreign and Commonwealth Office eingesetzt war.
Danach verblieb er in London und war bis 1998 Leiter der Presseabteilung der Botschaft in Großbritannien. Nach seiner Rückkehr nach Deutschland war er zwischen 1998 und 2002 Referatsleiter für Nordamerika im Auswärtigen Amt in Berlin und nahm im Anschluss eine einjährige Tätigkeit als Fellow am Weatherhead Center for International Affairs der Harvard University auf. Danach war er von 2003 bis 2006 Gesandter und Ständiger Vertreter des Botschafters in den USA.
Anschließend war Gottwald bis 2008 Botschafter und Leiter der Ständigen Vertretung bei den Vereinten Nationen in Wien sowie den anderen in Wien ansässigen Internationalen Organisationen. In dieser Tätigkeit wurde er Nachfolger von Herbert Honsowitz, der wiederum Botschafter im Iran wurde. Danach erfolgte zwischen 2008 und 2011 eine Tätigkeit als Beauftragter der Bundesregierung für Fragen der Abrüstung und Rüstungskontrolle.
Ab August 2011 trat Peter Gottwald die Nachfolge von Axel Berg an und wurde als Botschafter in der Schweiz und zugleich als Botschafter in Liechtenstein akkreditiert. Im September 2013 übergab der das Amt an Otto Lampe und trat in den Ruhestand.
Seit dem Ende seiner Karriere als aktiver Diplomat engagiert sich Gottwald als Direktor für das International Futures Programm in der Internationalen Diplomatenausbildung des Auswärtigen Amts. Des Weiteren ist er seit 2015 Vorsitzender des Alumni Vereins der Universität Konstanz und Mitglied des Vorstandes der Deutschen Stiftung Friedensforschung.
Er ist verheiratet und Vater von drei Töchtern.